# 皇家騎士
皇家騎士（英語：Ranger's Apprentice）是澳洲電視劇本作家約翰·佛萊納根的作品，本作原本是作者為約翰鼓勵自己十二歲的兒子能愛上閱讀才撰寫。背景雖設在現實界的古歐洲，但劇情是在平行世界發展

## 介紹
從當上故事中阿拉倫王國的遊俠組織的遊俠學徒的冒險經歷......

## 集數

### 第1集：格蘭的廢墟(The Ruins of Gorlan)
維爾一直渴望能像素未謀面的父親一樣，成為偉大的騎士，因此當他遭到雷德蒙城堡軍事學校的拒絕之後，他感到極度的挫折，令人意外的是，遊俠霍特收他為徒了。
神祕遊俠——霍特，擁有一身隱形移動的神奇本領，甚至被人們視為是黑魔法的傳人。
維爾在非情願的狀況下，學會使用遊俠的祕密武器
一張弓、一袋箭、兩把飛刀、一件斑點交錯的遊俠袍、一匹頑強的矮種馬。
儘管騎士的寶劍和戰馬才是維爾夢寐以求的裝備，但是當他跟著遊俠霍特一起去制止敵人對國王的暗殺行動時，維爾發現，遊俠的武器並非一無是處……

### 第2集：燃燒的巨橋(The Burning Bridge)
就在阿拉倫王國為了迎戰莫伽拉斯，
進行一連串緊鑼密鼓的籌備工作時，
維爾、賀瑞斯和吉蘭一起前去凱爾特王國執行任務。
但是當他們抵達凱爾特王國，卻發現這裡一片死寂，
只找到一個餓得筋疲力盡的女孩。
原來莫伽拉斯已派出他的邪惡生物，消滅凱爾特王國！
當吉蘭快馬加鞭先行奔回王國回報消息時，
被留下的維爾和賀瑞斯，發現了莫伽拉斯的真正意圖，
現在，他們必須先下手為強才行！

### 第3集：冰封之地(The Icebound Land)
維爾和伊凡琳（阿拉倫公主）遭到海盜船船長伊拉科俘虜，跟著海狼船往遙遠的斯堪迪安國急馳而去。
霍特發誓將不惜任何代價，一定要救出維爾，他甚至還公然侮辱國王，違抗國王的旨意，就算他跟國王交情不錯，但為了不違背法律，戰功彪炳的遊俠，最終落得被開除身分的下場。
霍特被遊俠組織掃地出門後，與騎士學徒賀瑞斯一同踏上了前往斯堪迪安國的征程。
在這段艱辛的旅途中，他們接連受到自由騎士的挑戰，這是一夥以偷竊、暗殺而臭名昭著的傢伙，而賀瑞斯的精湛武藝，更是招來方圓數公里內戰士們的不善目光，使得這趟拯救維爾的旅程，更加阻礙重重……

### 第4集：血戰斯堪迪安(Oakleaf Bearers)
面對強捍的鐵木真軍隊，遊俠、騎士與敵對的斯堪迪安人第一次的合作。
凶猛殘酷的鐵木真族舉兵入侵，向為夙敵的斯堪迪安海狼與阿拉倫人，
這次必須結盟，才能免於亡國的命運......對於維爾和伊凡琳而言，自由是如此短暫。當他們逃離冰封之國，計畫返回阿拉倫途中，伊凡琳又遭到來自東方草原的鐵木真戰士所俘。因為暖身草毒藥的影響，維爾的身體仍十分虛弱，但他依然憑藉遊俠的訓練，找到他的朋友。
然而，敵眾我寡，維爾和伊凡琳命在旦夕。就在千鈞一髮之際，霍特與賀瑞斯趕來營救。只是團聚的歡樂一下子便消逝無蹤，
因為他們發現一件可怕的事：斯堪廸安的邊界已經被鐵木真大軍突破，而阿拉倫正是他們下一個目標！想要拯救兩個國家，就必須讓兩軍結盟。但，這樣的結盟能否擊退無情的勁敵？抑或，難解的宿怨將毀滅一切......

### 第5集：北方巫師(The Sorcerer in the North)
自海狼與阿拉倫簽訂和平條約以來，已經過了五年的時間，
而維爾終於受封為正式遊俠，被分配駐守一座平靜的小島。
但他很快便發現，這塊寧靜安逸的封地，潛藏著許多問題，讓他不得不保持警戒。
此時信使受命替他帶來一項機密任務－－調查遙遠北方封地的巫師傳說真相。
維爾半信半疑來到傳聞中的黑暗樹林，竟親眼目睹巨大的幽靈戰士身影，
憑空出現在布滿濃霧的湖面上！莫非，世上真有巫術的存在！？

### 第7集：沙漠之役(Erak's Ransom)
伊拉科遭到沙漠部落所擄，為拯救盟友，遊俠們來到這片充斥沙塵暴、高溫和背叛的致命的地界，面臨著最嚴酷的考驗，遊俠們該怎麼辦呢？

### 第8集：克倫梅爾的國王(The Kings of Clonmel)
當邪教組織捲土重來之際,
唯有「他」,是百姓最後的依賴......
古老傳說，再現神話；
日出戰士，風雲再起！
世人遇到災難和危險，便想尋求保護，
他們把希望寄託在武士、國王、神祇，甚至金錢上， 
於是，鄰近的克倫梅爾王國，一個神祕的邪教組織出現了，
他們詐騙老百姓的財物，聲稱自己能趕走殺人越貨的不法匪徒，
他們的布道遍及方圓幾里的村鎮，
但這個以慈善包裝的組織，其實有它黑暗的一面，
吸引霍特、維爾和賀瑞斯深入調查。
三人揭露了這個組織的禍心，
它不但威脅克倫梅爾，甚至將危及阿拉倫王國......
生死一線的戰爭，即將一觸即發！

### 第9集：霍特的危機(Halt's Peril)
假先知丁尼生從克倫梅爾逃脫，
霍特、維爾和賀瑞斯緊追不窮，
打算在異客越界進入阿拉倫王國之前，
先行消滅這個邪教組織。
儘管維爾已經解決了一名丁尼生的殺手，
尚有兩名危險的吉諾維森刺客倖存。
而在這座鬼影幢幢的淹死林裡，
遊俠爐火純青的箭術難以施展，
行動上遇到了前所未有的阻礙。
面對擅長暗殺的吉諾維森人，
遊俠們必須步步為營，互相信任，
共同面對這場攸關生死的周旋戰...

### 第10集：大和帝國的皇帝(The Emperor of Nihon-Ja)
野心勃勃的武士興起一場不義叛變之亂，
為了維護正義，他們毅然投入了這場異域聖戰......
一場史詩般、發生於東方的戰爭即將登場!

### 第11集：消失的歷史(The Lost Stories)
他們是傳說中英勇善戰的神祕遊俠，
但其存在卻無法得到證實，直到1200年後......
一份古老的羊皮紙手稿，
揭開消失1200年的傳奇軼事
遊俠與戰士自大和帝國歸來後，
無人再知曉他們的下落。
他們的故事成為阿拉倫王國的古老傳說，口
耳代代相傳好幾個世紀，卻一直無法得到證實。
當霍特和賀瑞斯前往冰封之地營救維爾時，
遊俠吉蘭又發生了何事？
霍特是否曾經告訴過維爾關於他父母親的事？
當遊俠馬因年邁衰老而無法再執行任務時，又將如何處置？
賀瑞斯和卡桑卓爾公主是否成婚了？
這些謎團的答案隨著歷史變遷而無從考證，
直到某一天，一位考古學家發現一整箱的古老文件，
終於挖掘出塵封一千二百年之久的謎底，
同時讓世人再次見證到這段不朽的英雄傳奇故事！

### 第12集：皇室遊俠(the royal ranger)
於2013年10月2日推出
此集故事發生在35年後。
一樁悲劇重創維爾的生活，令他被復仇的狂熱吞噬──即使這意味著他必須拋棄遊俠身分，也在所不惜。儘管他的摰友想方設法，卻無法阻止他繼續陷入這條黑暗之路，直到霍特提出一個解決方案：讓維爾收個學徒。而他心中的學徒人選，更是令眾人震驚的創舉。要培訓一個習慣享有特權、放縱不羈的學徒，並非易事。師徒間摩擦不斷，維爾與自己的心魔對抗之際，還必須贏得新同伴的信任與尊重，以期駕馭這個桀傲不馴的皇室學徒──儘管這幾乎是一件不可能的任務。然而對飽受失去摰愛之痛的維爾而言，新伙伴的到來，卻成了他黑暗生活中的一絲光亮......

## 角色和國家列表

### 遊俠
遊俠 ( The Rangers )
一個隸屬於皇家的神祕組織，擁有神乎其技的隱形移動本領

維爾(Will)
阿拉倫人，原本是孤兒，遊俠，個子矮小，但身手矯捷、反應靈敏，好奇心旺盛，心地善良。
維爾這個角色是作者用來讓他兒子瞭解，英雄不總是高大威猛又肌肉發達的，與艾莉絲結成伴侶。
第一集當上遊俠的學徒
第五集受封為正式遊俠，封地為海崖堡
第八集時被克勞利重新劃分回雷德蒙堡
霍特·卡里克(Halt)
資深遊俠，外表冷酷嚴肅，卻是個疼愛徒兒的好師父，甚至為了愛徒放棄遊俠身份，和維爾的關係超越一般的師徒
曾和鐵木真族學過箭術，因此熟知他們的戰術，還「借」了他們的馬，回到阿拉倫陪育成「遊俠馬」
出生於克倫梅爾王國，和國王費里斯是雙胞胎，因費里斯的執意謀殺而逃離王國
跟信使龐琳為夫妻
吉蘭(Gilan)
遊俠，霍特的前學徒，擅長隱形移動技巧及劍術，在遊俠集團裡也是數一數二的
跟珍妮相愛，但沒有結婚。
塔格(Tug)
一匹頑強的矮種馬，維爾的配馬。通關密語--你介意嗎？
阿伯拉德
霍特的配馬。通關密語--珀莫特茲·墨以
布雷茲(Brezz)
吉蘭的配馬。通關密語--棕色眼睛

### 阿拉倫王國(Araluen)
對應真實世界的中世紀英格蘭
擁有賢能的國王和政府
鄧肯國王
阿拉倫的現任國王，和霍特的關係非常密切
育有一女-卡桑卓爾公主
卡桑卓爾公主
鄧肯國王的女兒，阿拉倫的王儲，是個美麗、勇敢、堅強的公主。
曾化名為 「伊凡琳」躲在一個小村內。
與莫伽拉斯一戰後和維爾被斯堪迪安人抓走被當奴隸。
在與鐵木真一戰後回到阿拉倫
賀瑞斯
維爾的摯友，年幼時兩人卻是死對頭，在一次狩獵時的突發狀況後和維爾盡釋前嫌
擁有非常高的劍術天賦，只是戰士學徒時就擊敗了莫伽拉斯
在與鐵木真一戰後受封為正式騎士

### 莫伽拉斯的軍隊
莫伽拉斯( Morgarath )
阿拉倫王國的背叛者，一直籌謀著要再攻打阿拉倫王國。
最後死在騎士學徒賀瑞斯的手上
瓦格爾人( Wargals )
半人半獸的未開化種族，沒有語言，無自主意識，被莫伽拉斯利用念力操縱。類似獸人
對馬匹有本能上的畏懼心理，這是哈克漢母荒原之戰留下的後遺症
卡克拉( Kalkara )
一種半猿半熊的野獸，直立行走，對銀飾品非常癡迷。
本來有三頭卡克拉怪獸，一頭在八年前被殺死，一頭被羅德尼校長、阿拉德伯爵及霍特用矛刺死，最後一頭被維爾用火弓箭燒死。

### 斯堪迪安人( Skandians )
對應真實世界的斯堪地納維亞維京人
北國的海盜，曾與莫伽拉斯結盟攻打阿拉倫王國。
全副武裝的海盜
具有強大的突擊艦隊和相當發達的航海技術

伊拉科(Erak)
斯堪迪安人其中一位首領，現任大首領，外表凶狠，卻曾暗中幫助維爾和伊凡琳逃走。

瑞格萊克斯堪迪安人的大首領，與阿拉倫皇室有著血仇大恨，發過毒誓要滅掉阿拉倫皇室。但在決戰鐵木真軍隊時戰死沙場。

### 伽利卡(Gallica)
對應真實世界的法國高盧
使用法語
各個封地的領主勾心鬥角、互相殺戮
良好的葡萄酒和廚師

亨利國王(King Henri)
伽利卡的統治者，被霍特形容為軟弱無能的紙老虎

### 凱爾特國( Celtica )
對應真實世界的中世紀威爾斯
位於阿拉倫王國南方的國家，其人民擅長建築及挖隧道、礦坑。

### 大和帝國(Nihon-ja)
對應真實世界的封建日本
遠東的一個國家

### 鐵木真族(Temujai)
對應真實世界的蒙古帝國
擁有強大的弓騎兵
是一個強大的帝國
來自東方草原頗富野心的民族，預計攻打斯堪迪安及阿拉倫王國。
被霍特形容為「世界上最危險的軍隊」

### 托斯卡尼(Toscana)
對應真實世界的羅馬帝國
使用拉丁語
羅馬人的戰鬥作風
出口橄欖油

### 伊比利亞(Iberion)
對應真實世界的中世紀西班牙
傑出的水手和航海技術
使用僱傭兵
該國人民名字和語言都是西班牙文